# Yohan
Yohan (norska: Yohan – barnevandrer) är en norsk familjefilm från 2010 regisserad och skriven av Grete Salomonsen. Filmer handlar om barnvandringarna i Norge i slutet av 1800-talet.
I huvudrollerna syns bland annat Dennis Storhøi, Agnete G. Haaland, Jørgen Langhelle och dessutom gästspelar musikerna Alexander Rybak, Morten Harket och Carola Häggkvist. Carola Häggkvist sjunger också in filmens titelsång.

## Handling
Filmen behandlar den nästan glömda arbetskraftsinvandringen av barn på Sørlandet mellan Vest- och Aust-Agder på 1800-talet och fram till 1910–20. Handlingen utspelar sig i delar av Agder, Arendal, Kristiansand och i New York. I början av april varje år vid den här tidpunkten perioden drog barn från små gårdar i Konsmo, Kvås, Hægebostad och Kvinesdal samman i grupper österut för att söka arbete. Barnen jobbade med stallställ, matlagning, slåtter, snickeri och vallning. Många av dem emigrerade till USA när de blev 15 eller 16 år gamla.
Filmen börjar i New York 1986 där bröderna Knut och Yohan sitter och pratar om hur det var i det gamla landet. Samtalet börjar med att Knut ger Yohan tillbaka munspelet från hans barndom, och Yohan berättar att munspelet döljer många hemligheter.
Filmen följer sedan den 10 år gamla Yohan, som växer upp på en gård i inre Vest-Agder i slutet av 1800-talet. Livet till Yohan är hårt, fast likväl försöker han alltid göra det bästa av situationen. Yohan sälgs som barnvandrare till Aust-Agder av sin äldre bror Knut då familjen behövde pengar, och deras pappa var till sjöss. Knut signerar papperen utan att deras mamman vet något, medan Yohan beger sig ut som barnvandrare träffar han Anne och hennes yngre broder Olai som han blir god vän med. Yohan blir dräng på en gård där bonden själv en gång var barnvandrare, medan Anne och hennes bror Olai jobbar på granngården hos en alkoholiserad och elak bonde.

## Medverkande (i urval)
| Skådespelare       | Roll               |
| ------------------ | ------------------ |
| Robin Daniel       | Yohan              |
| Mathilde Berg      | Anne               |
| Dennis Storhøi     | Johannes Aamot     |
| Agnete G. Haaland  | Marta Aamot        |
| Adam Eftevaag      | Olai               |
| Jørgen Langhelle   | Nome               |
| Thomas Toft        | Tor (Yohans bror)  |
| Benjamin Toft      | Knut (Yohans bror) |
| Morten Harket      | zigenare           |
| Aylar Lie          | Lexia              |
| Alexander Rybak    | Levi               |
| Morten Abel        | Lärare             |
| Kris Kristofferson | Yohan som gammal   |
| Alejandro Fuentes  | Färjemannen        |
| Veronika Flåt      | Siri barnmorska    |

Filmen har närmare hundra namngivna personer i rollistan. Dessutom deltar fler hundra statister och djur, däribland björnungen "Pepper".

## Produktion
Yohan skapades av paret Grete Salmonsen, som skrev manus och regisserade, och Odd Hynnekleiv, som var producent. Filmen producerades av Penelope Film och distribuerades av Nordisk Film. Filmen hade en budget på 35 miljoner norska kronor och är därmed den dyraste filmen i norsk historia och spelades samtidigt in på norska och engelska.
Inför inspelningarna av filmen intervjuades två riktiga barnvandrare som då bodde i USA och var 99 och 100 år gamla.
Aylar Lie fick 2008 rollen som zigenarkvinnan Lexia, en rollfigur som bygger på historien om den verkliga zigenarkvinnan Raya Bielenberg. Hennes son spelas av Eurovision Song Contest-vinnaren Alexander Rybak.
Filmen spelades in mellan februari och september 2008 i bland annat Audnedal, Kristiansand och USA. Några naturscener med vargar spelades in i Snow Valley norr om Los Angeles.
Filmen hade premiär i Norge 26 mars 2010.

## Utmärkelser
- 2010 korades filmen till bästa film på Stockholm filmfestival junior[12][13]
- Yohan mottog i mars 2010 Kristiansand kommuns kulturpris[14]